# 1976年モントリオールオリンピックのノルウェー選手団
1976年モントリオールオリンピックのノルウェー選手団（1976ねんモントリオールオリンピックのノルウェーせんしゅだん）は、1976年7月17日から8月1日にかけてカナダのモントリオールで開催された1976年モントリオールオリンピックのノルウェー選手団、およびその競技結果。

## 概要
今大会は金メダル1個、銀メダル1個、合計2個のメダルを獲得した。

## メダル
| メダル | 選手名                              | 競技   | 種目             |
| ------ | ----------------------------------- | ------ | ---------------- |
| 金     | フランク・ハンセン アルフ・ハンセン | ボート | 男子ダブルスカル |
| 銀     | [[]]                                | ボート | 男子舵なしフォア |